# Al-Bitrudži
‎
Nur-al-Din abu-Išak al-Bitrudži (latinsko Alpetragij, Alpetragius), špansko-arabski astronom in filozof, * okoli 1130, Maroko, † okoli 1204.

## Življenje in delo
Al-Bitrudži je bil Ibn Tufajlov učenec in Ibn Rušdov sodobnik. Bil je največji med zadnjimi španskimi astronomi arabskega rodu. Deloval je v Sevilji v Andaluziji.
Njegovo delo Knjiga o astronomiji (Kitab al-Haj´ah, arabsko كتاب الحياة) o razporeditvi (konfiguraciji) nebesnih teles so imenovali tako, ker je poskušalo oživiti na spremenjen način napačno teorijo homocentričnih krogel. Poskušal se je ogniti tako epiciklov kot ekscentrov. Knjigo so iz arabščine prevedli v hebrejščino in nato v latinščino. Latinska izdaja je izšla leta 1531 na Dunaju. Čeprav ga smatrajo kot predstavnika nove astronomije, je v bistvu ponovil Aristotelov sestav in povzel delo Ibn Badže in Ibn Tufajla. Njegov sistem gibanja planetov je bil manj točen od Ptolemejeva, ker je večinoma sledil Aristotelovi sliki popolnega krožnega gibanja. Njegovo delo označuje višek muslimanskega protiptolemejevskega gibanja. Njegova teorija homocentričnih krogel je imela velik vpliv na arabske in krščanske učenjake.
Arabski astronomi so zapustili nesmrtne sledi svoje marljivosti o nebu, ki jih danes z lahkoto razpoznamo. Večina imen zvezd v evropskih jezikih je arabskega izvora, npr. β Škorpijona, Akrab (´qrab, škorpijon), α Kozoroga, Algedi (al-jadi, kozlič), α Orla, Atair (al-ta´ir, ptič, letalec), α Laboda, Deneb (dhanab, rep), γ Malega medveda, Ferkad (farkad, tele), α Bika, Aldebaran (al-dabaran, sledilec), α Lire, Vega (al-Nasr (an-Nasr) al-Waqi (al-Vaki), padajoči orel), α Oriona, Betelgeza (bat al-jauza, rame velikana), in tudi veliko število tehničnih nazivov, npr. azimut (al-sumut, poti), podnožišče (nadir) (nadir, nazir (es-semt)), nadglavišče (zenit) (al-samt, (al-semt) (ar-ras), pot (nad glavo), teme), astrolab (asturlab, grško astrolabon, jemanje zvezde), tabela (al-zidž), geometrija (džumatrija, grško geometrein, zemljemerstvo), geografija (džighrafijah, grško geographein, zemljepis), eter (athir, grško aither, zgornji zrak, latinsko aether, nebo), alkemija (al-kimija (al-kimia)), koledar, zbornik, almanah (al-manakh). Ti izrazi pričajo o bogati islamski zapuščini krščanski Evropi. V trigonometriji sinus (latinsko sinus) je prav tako prevod arabske besede žep (jajb), ki je spet predelava sanskrtske (džive (džjae)). Robert je prvi uporabil to besedo. V Evropi pa je prvi uporabil funkcijo sinus in prvi sestavil trigonometrične tabele za vrednosti sinusov von Peurbach. Njegove trigonometrične tabele je pozneje leta 1464 v prvem delu v zgodovini, ki je posvečeno izključno trigonometriji, O poljubnem trikotniku (De triangulis omnimodis) razširil njegov pisar in učenec, Regiomontan, verjetno najpomembnejši evropski matematik 15. stoletja.
Poleg izposojenk kot so znane almukabala, algebra in algoritem, ki so jih že prej citirali, so kasneje v latinščino prevedli veliko arabskih izrazov, ki jih še danes uporabljamo v matematiki. Iz algebre, ki so jo Arabci v Španiji izgovarjali približno kot al-gabr so izvedli besedo brivec, ki so ga imenovali algebrist, to je tisti, ki popravlja zlomljeno in lepilec. Aritmetiko so prevedli v arithmatiki, (grško (he) arithmetike (techne), (umetnost) računanja).
Fibonacci, ki se je kakor al-Karadži močno zgledoval po Abu Kamilu, je leta 1202 v delu Knjiga o abaku (Liber Abbaci) opisal iracionalne enačbe in računanje z njimi. Algebrsko iracionalno število, imenovano surd, ki so ga Fibonacci in pozneje v 16. stoletju Stiefel in drugi izpeljali iz latinskega numerus surdus - iracionalen, s pomenom gluho število, je prevod arabske besede iracionalni koren (džidr (jadhr) asamm (asanum)).

## Priznanja
Poimenovanja
Po njem se imenuje krater Alpetragij (Alpetragius) na Luni.